# Paroisse de Bong Bong
 (mars 2023).
Si vous disposez d'ouvrages ou d'articles de référence ou si vous connaissez des sites web de qualité traitant du thème abordé ici, merci de compléter l'article en donnant les références utiles à sa vérifiabilité et en les liant à la section « Notes et références ».

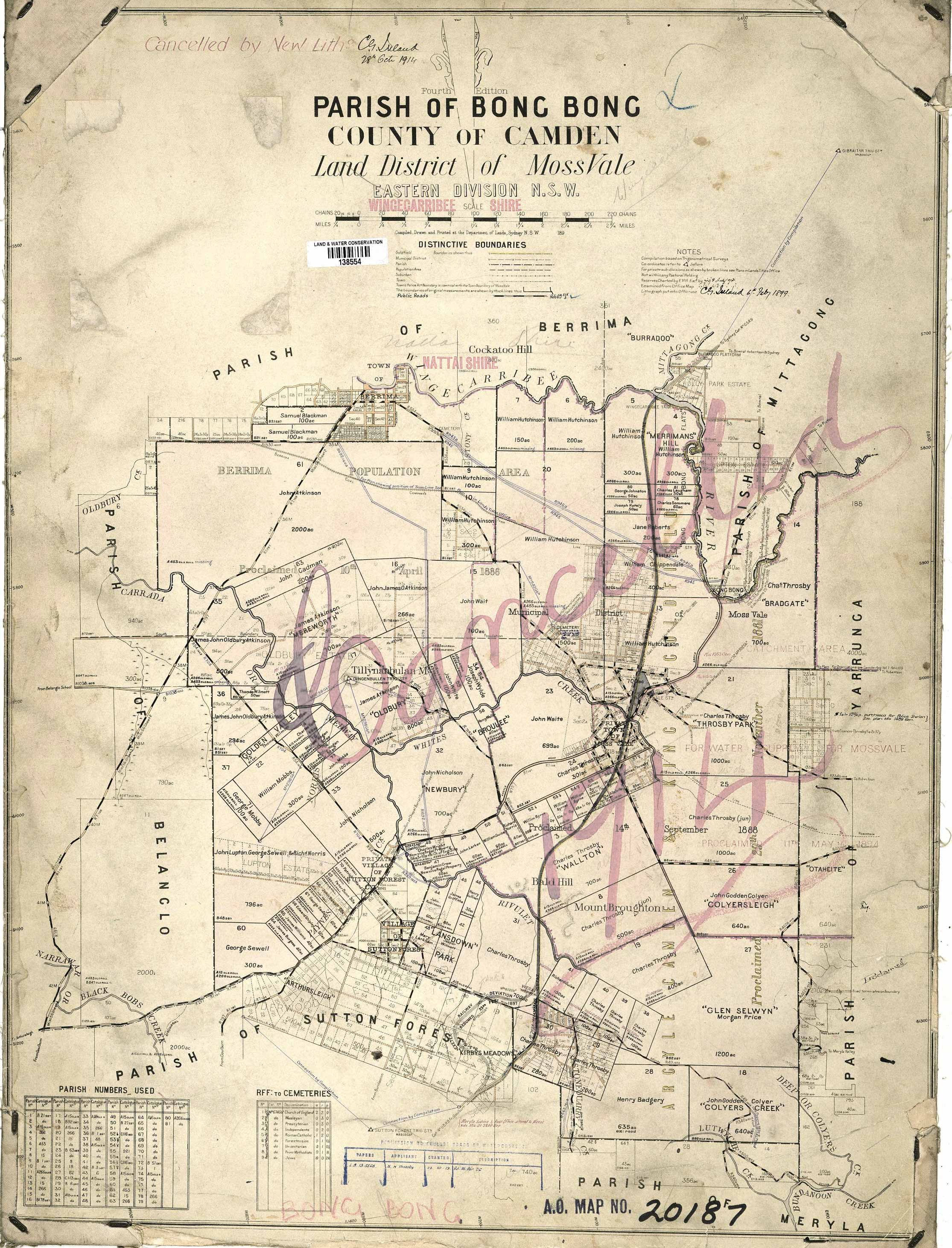
Carte de la paroisse en 1890.

La paroisse de Bong Bong est une paroisse d'Australie située Nouvelle-Galles du Sud dans le comté de Camden des Southern Highlands. Moss Vale est sa ville la plus importante.